# Cratere Aristoteles

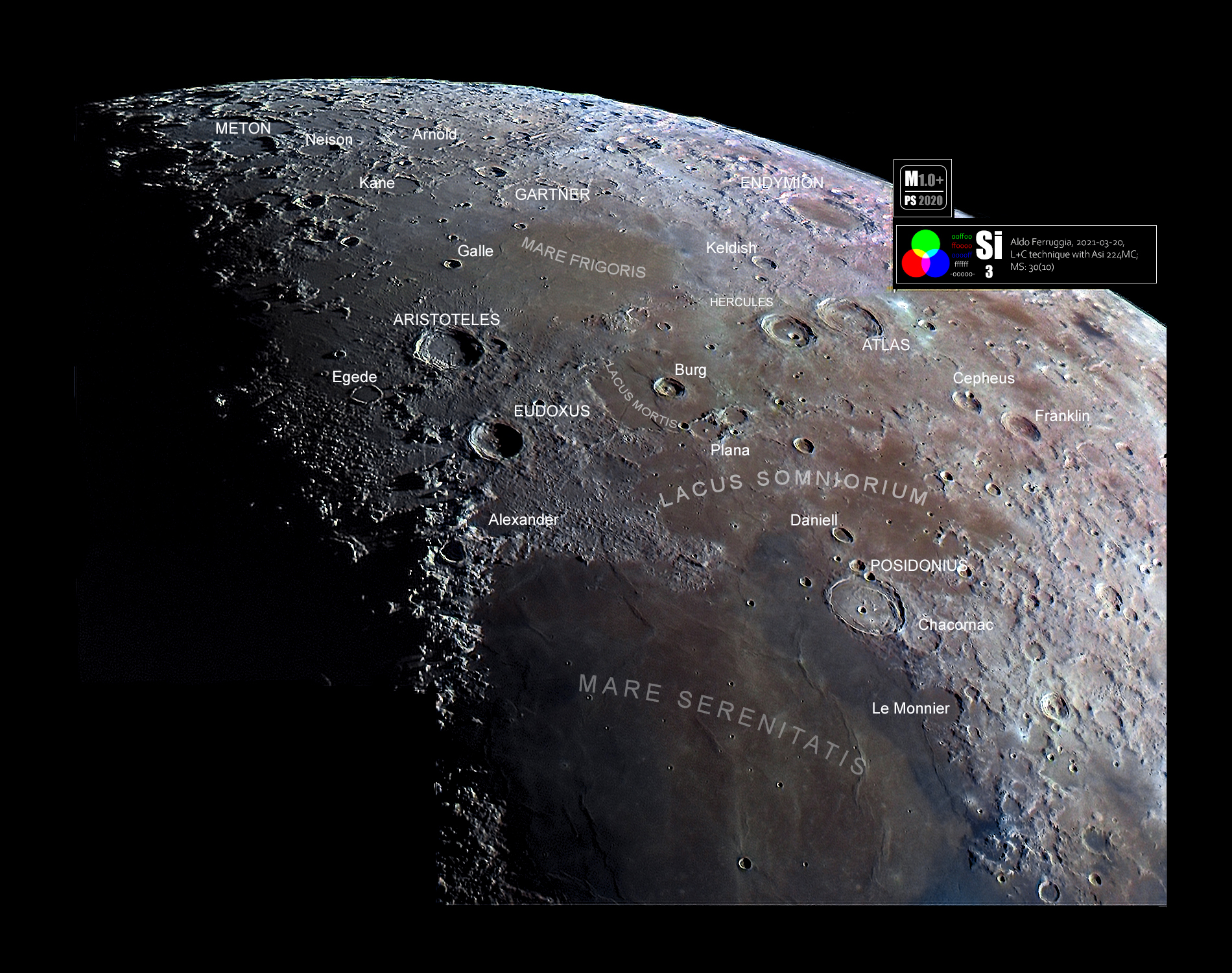
Aristoteles e strutture vicine in immagine selenocromatica

Aristoteles è un cratere lunare di 87,57 km situato nella parte nord-orientale della faccia visibile della Luna.
Il cratere è dedicato al filosofo greco Aristotele.

## Crateri correlati
Alcuni crateri minori situati in prossimità di Aristoteles sono convenzionalmente identificati, sulle mappe lunari, attraverso una lettera associata al nome.
| Aristoteles | Coordinate            | Diametro (in km) |
| ----------- | --------------------- | ---------------- |
| D           | 47°28′48″N 14°42′36″E | 5,61             |
| M           | 53°30′00″N 27°15′36″E | 6,98             |
| N           | 52°54′00″N 26°50′24″E | 5,3              |